# The kindness of strangers
The kindness of the strangers o La bondad de los extraños, es el cuarto episodio de la segunda temporada de la serie de televisión estadounidense de drama y ciencia ficción Héroes.

## Argumento
Noah se encuentra observando una fotografía de la profecía que predice su muerte. Cuando Sandra llega, Noah le pregunta si Claire ha salido con un chico. Cuando la mencionada arriba al lugar, este le dirige la misma pregunta. Claire, protegiendo a West, le dice que se calme, que no hay ningún chico. En la escuela, le explica su situación a West y él le dice que le dé una oportunidad para verse, aunque sea por última vez. Claire accede, aunque con dudas. Más tarde, Claire se justifica pretendiendo ir a la biblioteca. Una vez en la cita estos van a Hollywood donde West intenta ganarse la confianza de Claire y ella hace un ejercicio con él para ver si es de confianza. Ella, al darse cuenta de que él es inocente, le besa. Ya de noche, ella al darse cuenta de que no sabe mentir, decide contar a su padre que ella desea ser porrista. Noah, algo furioso, le dice que se lo permitirá si ella le promete no tener citas con chicos. El haitiano llega y le dice que tiene información de donde están las pinturas en Odessa, Ucrania.
Nathan Petrelli intenta redimirse por todo lo que hizo tratando de ayudar a su madre, sin embargo, ella le dice que lo mejor será que lo deje así. Se incrimina por el asesinato de Kaito Nakamura. Nathan va con Matt a decirle que su madre es inocente. A esto Matt le responde que él está de acuerdo con él y que hará todo lo posible por ayudarla. Nathan entonces le enseña a Matt una fotografía de los fundadores de La Compañía (Héroes), y Matt ve que uno de los fundadores es su padre, Nathan después ve fotografías de Peter y asegura que arreglará todo. 
Matt entonces va con Molly y le pide un favor. Quiere que ella le ayude a buscar a su padre ya que él se encuentra involucrado en algo muy peligroso. Molly acepta pero cuando Matt le enseña la foto Molly entra en shock y se retracta. Le pide a Matt que por lo que más quiera en el mundo no la obligue a buscarlo. Este le pregunta por qué y ella le dice: “porque él es el hombre de mis pesadillas”.
Maya y Alejandro están cerca de la frontera, cuando un extraño se les atraviesa en el camino, revelándose que es Sylar. Una vez que este habla con Maya, le dice que conoce a Chandra Suresh, ya que los hermanos se encontraban buscándolo, y les dice que le devolverá el favor, después, en una tienda. Derek descubre que en el auto hay asesinos y le dice que necesitan hablarle a la policía, Derek va a la caseta telefónica y Sylar va tras él, Maya y Alejandro se preguntan donde están los otros, y Sylar viene pidiéndoles que les diga la verdad y cuando este les menciona que han llamado a la policía, se da cuenta de que los dos poseen una habilidad, entonces Sylar les dice que él sabe muy bien por lo que están pasando, y Sylar les dice a los gemelos que la policía primero deberá atraparlos, sylar sonríe malignamente y Derek es mostrado muerto.
Micah Sanders despierta en su primer día con los Dawson encariñándose con Nana y Mónica pero Damon no lo trata bien y este queriendo ser aceptado entonces decide ayudarlo para lograr ver su programa favorito, lo que ocasiona que Mónica se frustre un poco y él se disculpa con ella.
Mónica, por otra parte, espera ansiosa ocupar el puesto de gerente, pero en el progreso su jefe le reprocha diciéndole que ella no es la más apta y Mónica triste, se queda a trabajar hasta tarde en donde un asaltante le intenta robar y Mónica recordando la patada voladora que vio en las luchas de Damon, derriba al criminal.
De vuelta con Matt y Mohinder, Molly le asegura que buscará a su padre por Matt y éste se lo agradece, Molly comienza a concentrarse en el Sr. Parkman, señalando que está en Filadelfia en un apartamento con la puerta en el número 9. El Sr. Parkman se entera de que Molly lo está buscando y la muchacha comienza a gritar hasta desmayarse. Matt intenta leer sus pensamientos y escucha a Molly pedirle ayuda.